# Prométheusz (Liszt)
A Prométheusz Liszt Ferenc ötödik szimfonikus költeménye. A darab színpadi kísérőzenéből alakult szimfonikus költeménnyé, bemutatója ebben a formában 1855-ben volt Braunschweigben, Liszt vezényletével. Műjegyzékszáma: S.99

## A mű születése
Liszt ötödik szimfonikus költeménye is – akárcsak a negyedik Orpheusz – mitológiai témát dolgoz fel. 1850-ben ünnepségeket rendeztek Weimarban a város költő szülötte, Johann Gottfried Herder emlékére, szobrot állítottak neki, és augusztus 25-én a színházban előadták A láncaitól megszabadított Prométheusz című drámáját. Liszt ehhez a darabhoz írt egy kísérőzenét: nyitányt és kórusokat Herder-szövegekre. Az első hangszerelést még Joachim Raff végezte. Liszt fantáziáját is megmozgatta a mitológiai hős, a humánum, az emberiség érdekében szenvedő hős szimbólumát látta benne. Nem csoda ez, hiszen az ókortól kezdve számos művészt ihletett meg az embereknek a tüzet elhozó titán tette és szenvedése. A német irodalomban éppen Herder írta az első Prométheusz-drámát, zenét pedig írt már Prométheusszal kapcsolatban Liszt előtt Ludwig van Beethoven (balettet Prométheusz teremtményei címmel) és Franz Schubert (ő Goethe Prométheusz-monológját zenésítette meg).
Liszt a műve előszavában ezt írta róla: Prométheusz „…a bátorság, szenvedés, kitartás és megváltás, az ember számára megközelíthető legmagasabb hivatás elérésére való merész törekvés” jelképe, ily módon művét akár ars poeticaként is lehet értékelni.
Liszt a kísérőzene nyitányát dolgozta át szimfonikus költeménnyé, a hangszerelés teljes egészében az ő munkája. A mű nyomtatásban 1856-ban jelent meg a Breitkopf und Härtel kiadónál, élettársának, Carolyne zu Sayn-Wittgenstein hercegnőnek dedikálva.

## A zene
Liszt ehhez a művéhez is – programnak alig tekinthető – előszót illesztett. Ebben az előszóban némileg keresztényesítette a görög mitológiai hős személyét, történetét. Liszt hőse „a született nagyságban, a jövendő megszabadulásban való töretlen hitet fejez ki, […] rendíthetetlen bizalmat egy felszabadítóban, aki a sokáig kínzott rabot majd földöntúli régiókba emeli, oda, ahonnét elrabolta a ragyogó szikrát, […] és végül a könyörületesség művének beteljesedését, ha eljön a nagy nap!” Liszt művének dramaturgiája a szenvedés és megdicsőülés párosára, ellentétére épül, mint több más művében is. Ennek megfelelően a zene nem a könyörületesség, hanem a kivívott győzelem hangján ér véget. „Szenvedés és megdicsőülés! Ilyen sűrítetten ennek a nagyon is valóságos mítosznak az alapgondolata viharos, mondhatni villámló kifejezést igényelt. Zenei karaktere tehát a kétségbeesés hangja, mely végül, a büszke, dacos kitartás eredményeként, győzelemmé válik” – írta az előszóban.
Liszt Prométheusza öt témából épül fel, melyeknek karaktere és funkciója más és más, amelyeket folyamatosan módosít és kombinál, de a liszti témametamorfózist ebben a darabban nem alkalmazza. A főtéma erőt és büszke dacot fejez ki, míg a második témában már a kétségbeesés jelenik meg. A harmadik téma egy magyaros panaszdallam, a negyedik egy lágy, lírai jellegű dallam, végül az ötödik egy markáns fugatéma, amely önállóan és kombinálódva is előfordul.
A mű hangszerelése: piccolo, két fuvola, két oboa, angolkürt, két klarinét, két fagott, négy kürt, két trombita, két tenorharsona, basszusharsona, tuba, három üstdob és a vonósok. A darabból Liszt készített négykezes (S.593) és kétzongorás (S.639) átiratot is.